# Європейська дослідницька рада
Європейська дослідницька рада (англ. European Research Council, ERC) — перша загальноєвропейська установа, покликана стимулювати розвиток науково-дослідницької діяльності в ЄС. Рішення про її формальне заснування було ухвалене 18 грудня 2006 року на засіданні Ради Міністрів ЄС. Заснуванню Ради передували тривалі дискусії у наукових та політичних колах ЄС, протягом яких було наголошено в потребі створення загальноєвропейської інституції, що координуватиме підтримку науки на всій території ЄС.
Інституція має Наукову раду, що складається з 22 провідних європейських науковців та визначає її стратегію. Першим президентом Ради був грецький біолог Фотіс Кафатос, від 2010 року — почесний президент Ради. Чинний президент — австрійський соціолог Хельга Новотни.
Впродовж семи найближчих років бюджет Європейської дослідницької ради, спрямований на підтримку європейської науки, складе 7,5 мільярдів євро.